# Iranische Badmintonmeisterschaft
Iranische Badmintonmeisterschaften werden zur Ermittlung der nationalen Titelträger des Iran im Badminton seit den 1980er Jahren ausgetragen, in den Anfangsjahren nur in den Herrendisziplinen. 

## Titelträger
| Saison    | Herreneinzel               | Dameneinzel | Herrendoppel                    | Damendoppel | Mixed       |
| --------- | -------------------------- | ----------- | ------------------------------- | ----------- | ----------- |
| 1982      | Bijan Adle Zarabi          | -           | Mohsin Zamani Bijan Adle Zarabi | -           | -           |
| 1984      | Gholam Hossein Yazdanpanah | -           | H. Ghandy M. Hjian              | -           | -           |
| 1985      | H. Nasimi                  | -           | Sh. Arabi H. Nasimi             | -           | -           |
| 1986 2024 | keine Daten                | keine Daten | keine Daten                     | keine Daten | keine Daten |